# Município Cuchi
Município Cuchi är en kommun i Angola.   Den ligger i provinsen Cuando Cubango, i den centrala delen av landet, 800 km sydost om huvudstaden Luanda.
I omgivningarna runt Município Cuchi växer huvudsakligen savannskog. Trakten runt Município Cuchi är nära nog obefolkad, med mindre än två invånare per kvadratkilometer.